# Попытка реставрации династии Цин
Попытка реставрации династии Цин или Маньчжурская реставрация — неудачная попытка генерала Чжан Сюня вернуть Цинскую династию к власти, предпринятая 1 — 12 июля 1917 года. 
Цинская реставрация длилась менее двух недель, после чего войска Чжан Сюня были разбиты верным республике генералом Дуань Цижуем, а сам мятежный генерал бежал из страны. Президент Ли Юаньхун в результате событий утратил свою должность, и новым президентом стал Фэн Гочжан, а премьер-министром снова Дуань Цижуй.

## Ход событий

### Республика после смертиЮань Шикая

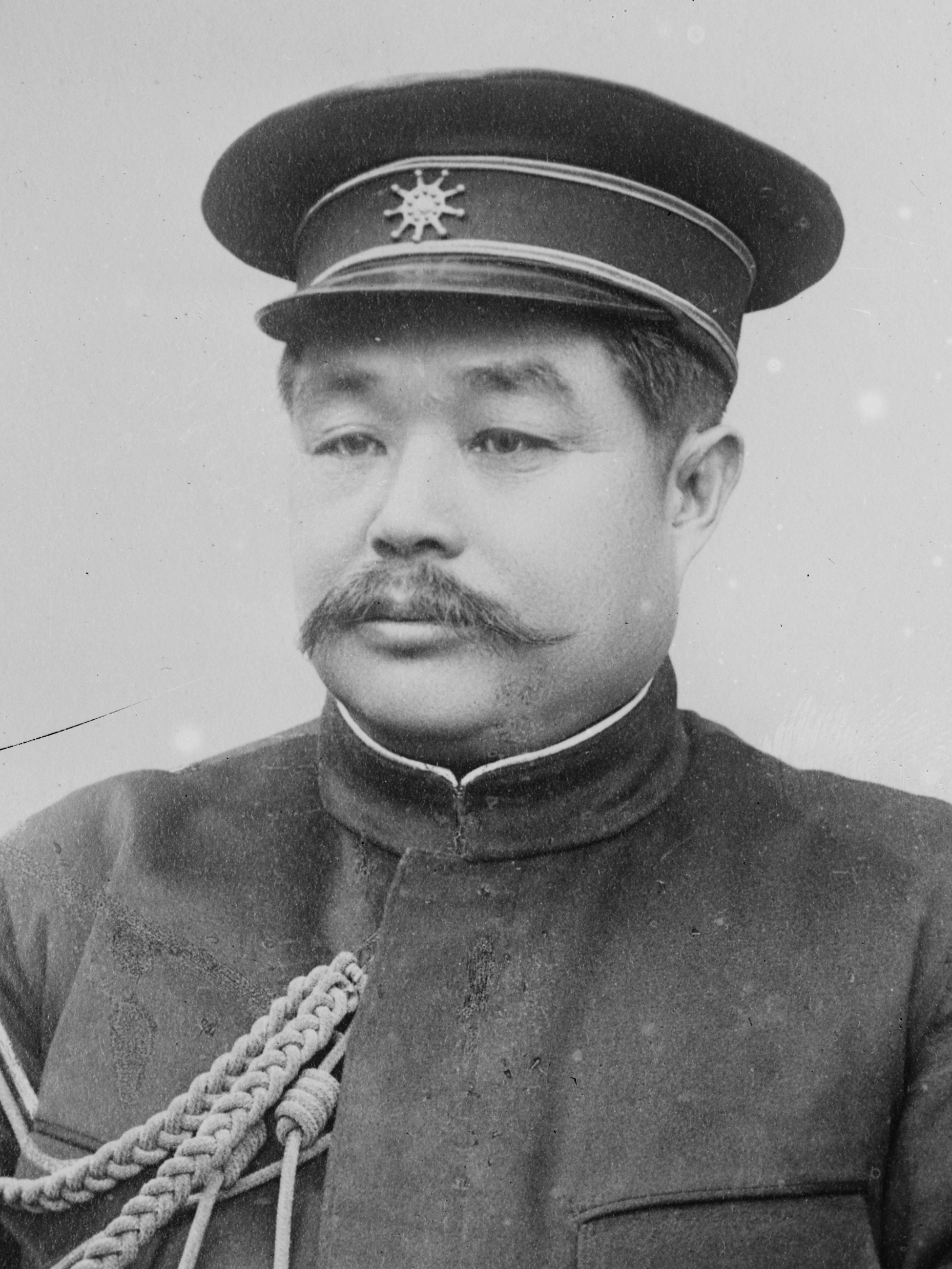
Ли Юаньхун

После смерти Юань Шикая президентом республики стал Ли Юаньхун, а премьер-министром — Дуань Цижуй. Была восстановлена Временная конституция и созван парламент. Президент и премьер-министр часто спорили, и самым большим их конфликтом стала возможность Китая вступить в Первую мировую войну. С самого начала войны Китай сохранял нейтралитет, пока Соединённые Штаты не призвали все нейтральные страны вступать в войну на стороне Антанты, чтобы осудить неограниченную подводную войну.

### Кризис в правительстве и отставкаДуань Цижуя

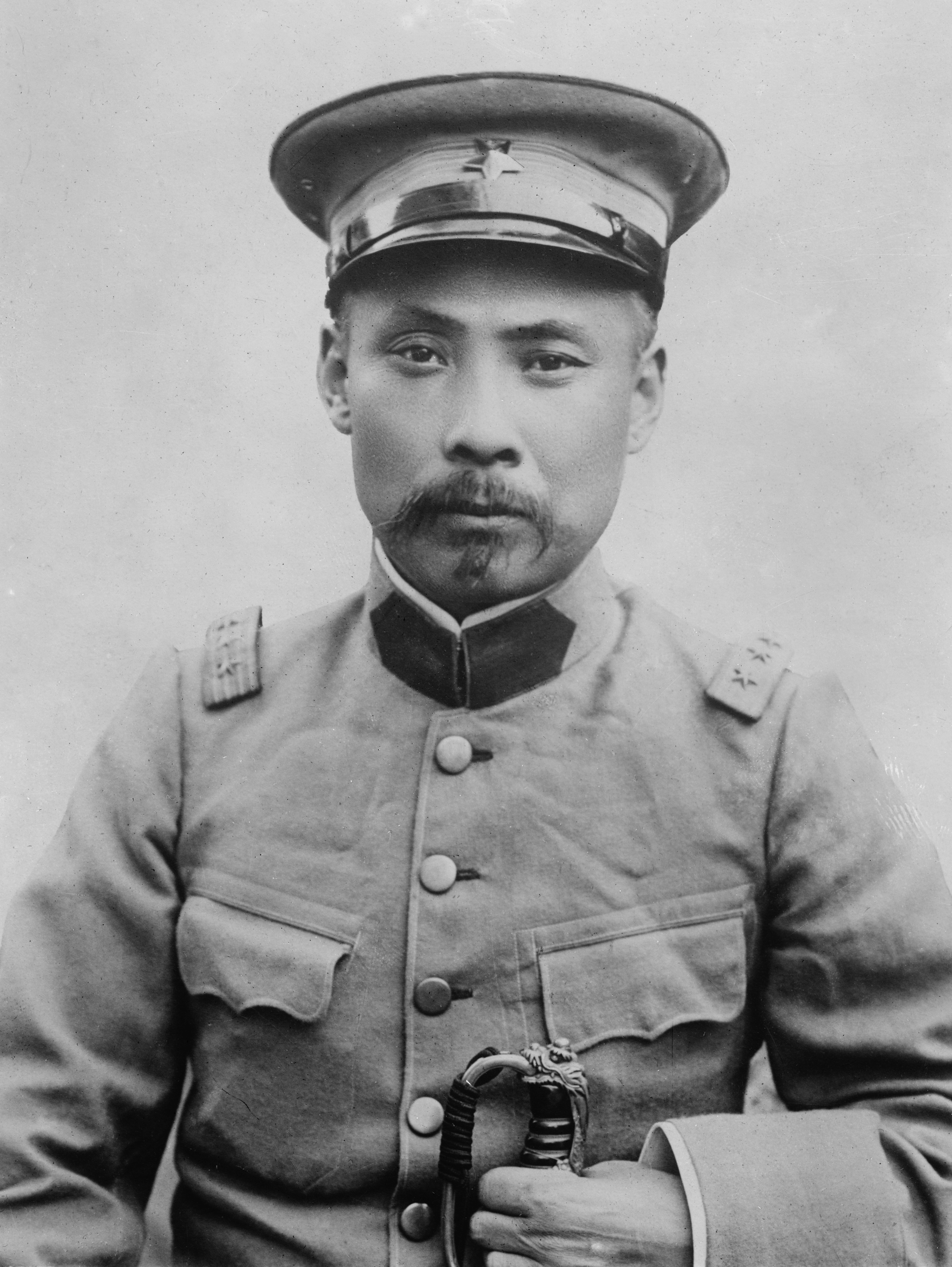
Дуань Цижуй

Дуань Цижуй был заинтересован во вступлении в войну, потому что тогда он мог бы брать у Японии кредиты под залог, чтобы создать армию для Аньхойской клики. Парламентские фракции вели яростные дебаты по этому вопросу, и в мае 1917 года Ли Юаньхун отправил Дуань Цижуя в отставку.
Отставка Дуаня заставила верных ему местных военных губернаторов провозгласить независимость и потребовать у Ли Юаньхуна сложения полномочий президента.

### МиссияЧжан Сюня

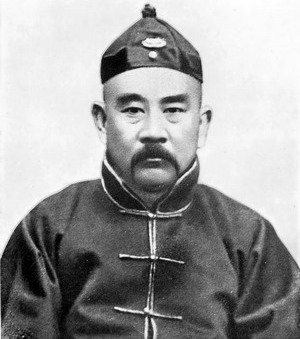
Чжан Сюнь

Ли Юаньхун передал Чжан Сюню полномочия на посреднические действия, чтобы разобраться с ситуацией. До того Чжан Сюнь был цинским генералом, а при республике стал губернатором провинции Аньхой. Его целью было восстановление Пу И на престоле. Немецкая дипломатическая миссия, желавшая, чтобы Китай оставался нейтральным, снабжала Чжана деньгами и оружием.

### Восстановление монархии

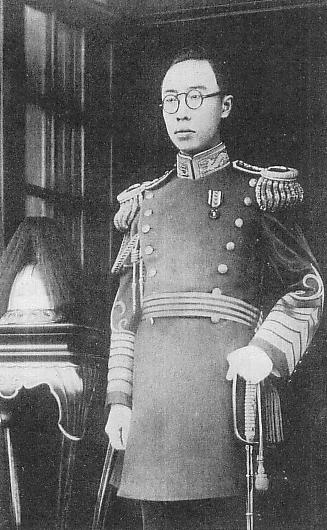
Пу И

Утром 1 июля 1917 году Чжан Сюнь вошел в Пекин  вместе с Кан Ювэем.  Он объявил о реставрации Цинской монархии, вернул на трон Пу И и потребовал у Ли Юаньхуна сложений полномочий, на что тот сразу ответил отказом.

### Вооружённое столкновение в Пекине и восстановление республики
Дуань Цижуй повёл свои войска на Пекин и разбил армию Чжан Сюня. Один из самолётов Дуаня бомбил Запретный город, что,  стало второй бомбардировкой в Восточной Азии, после осады Циндао. 12 июля войска Чжана разбежались, и Дуань вернулся в Пекин.

### После событий

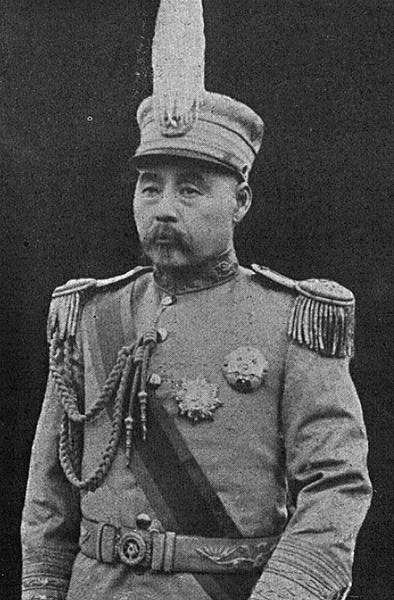
Фэн Гочжан

В течение беспорядков вице-президент Фэн Гочжан, бэйянский генерал, занял пост исполняющего обязанности президента и принял присягу в Нанкине. Дуань Цижуй вновь получил пост премьер-министра. Чжилийская клика Фэн Гочжана и Аньхойская клика Дуань Цижуя стали самыми могущественными объединениями после путча.
Победа Дуаня сделала его самым уважаемым генералом Китая. Он распустил парламент и 13 августа 1917 года объявил войну Германии и Австро-Венгрии. Немецкие и австрийские подданные были арестованы, а их имущество конфисковано. 175 тыс. китайских рабочих пошли сражаться за деньги. Их послали на Западный фронт, в германскую Восточную Африку и в Месопотамский регион. Также они служили на кораблях снабжения. Погибло примерно 10 000 человек; 500 из них — из-за атак немецких подлодок. Позже китайские солдаты участвовали в Сибирской интервенции под командованием японского генерала Кикудзо Отани.